# Hioforba butelkowa
Hioforba butelkowa, maskarena flaszowa (Hyophorba lagenicaulis) – gatunek drzewa z rodziny arekowatych, pierwotnie występujący na Mauritiusie. Strefy mrozoodporności: 10-11. Odporna na suszę i zasolenie. Obecnie bardzo rzadka, wyniszczona przez kozy i króliki, wprowadzone na Mauritius w latach 20. XX wieku. Obecnie gatunek krytycznie zagrożony wyginięciem, na stanowiskach naturalnych zidentyfikowano zaledwie 8 dojrzałych osobników. W uprawie od pierwszej połowy XIX wieku.

## Morfologia

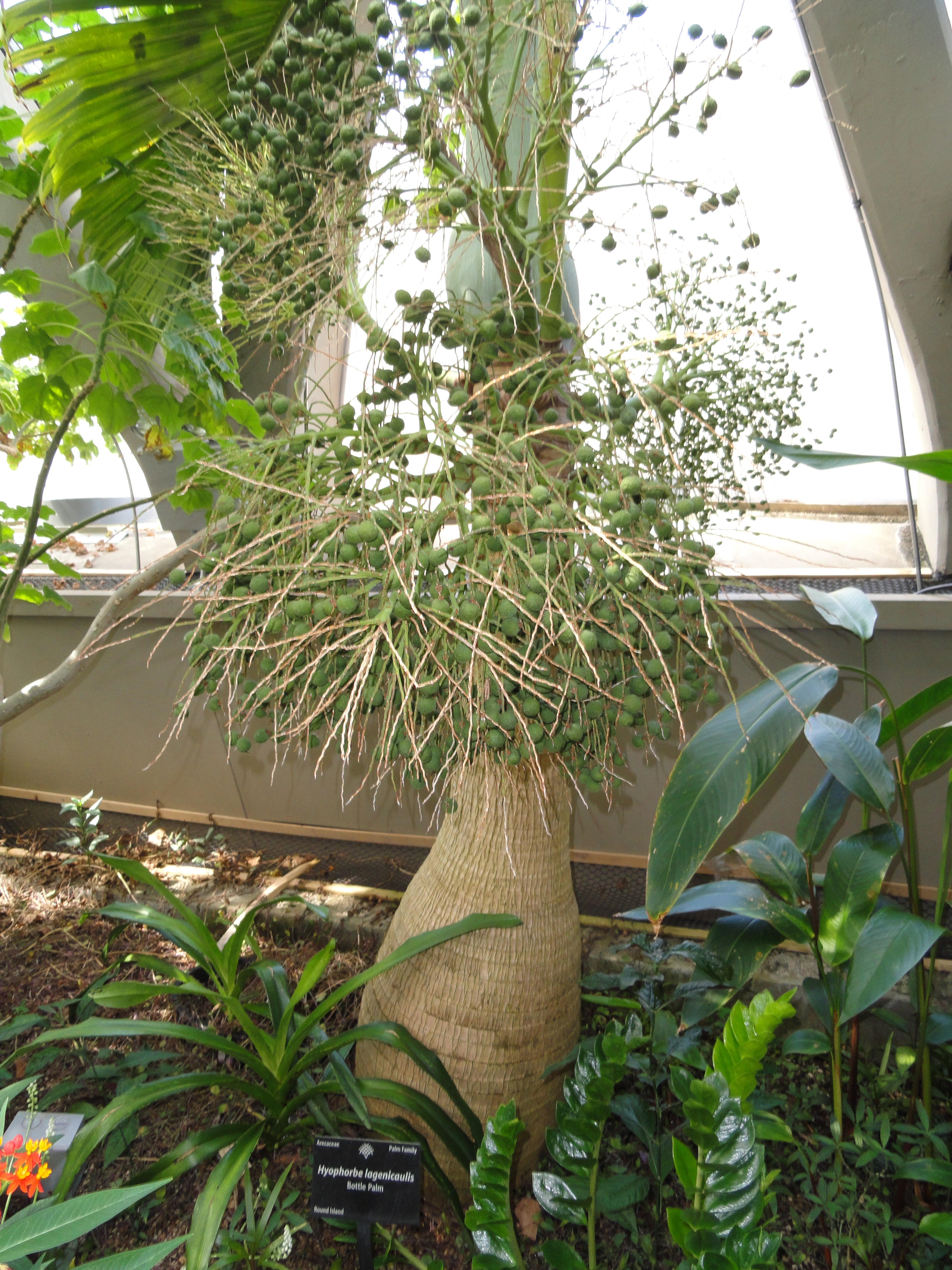
Owoce

PokrójPowoli rosnąca palma, osiągająca wysokość do 5 m, w niektórych źródłach do 10 m. Kłodzina mocno nabrzmiała w dolnej lub środkowej części, górna część znacznie smuklejsza, dlatego całość przypomina butelkę z wydłużoną szyjką.
LiściePierzaste, woskowane, długości do 2 m, przewieszone. Jedynie najnowszy stojący. Korona zawiera zaledwie 4-8 liści.
KwiatyMałe, kremowożółtawe, zebrane w rozgałęzione kwiatostany pod częścią wierzchołkową kłodziny. Kwiaty męskie i żeńskie tworzą wspólny kwiatostan.
OwocePodługowatookrągławe, o długości do 2 cm, pomarańczowe do czarnych, bardzo lubiane przez zwierzęta, stąd nazwa – w języku grecki "hiophorbe" oznacza karmę dla świń. Na owocach widoczne pozostałości okwiatu.

## Zastosowanie
- Uprawiana jako oryginalna, lecz bardzo kosztowna roślina ozdobna.